# Reguengos de Monsaraz
Reguengos de Monsaraz é, desde 2004, uma cidade portuguesa, no distrito de Évora, na região do Alentejo e na sub-região do Alentejo Central, com 5 769 habitantes (2021).
Esta cidade é sede do Município de Reguengos de Monsaraz que tem 464,00 km² de área e 9 871 habitantes (2021), subdividido em quatro freguesias. O município é limitado a norte pelo município do Alandroal, a leste por Mourão, a sueste por Moura, a sudoeste por Portel, a oeste por Évora e a noroeste pelo Redondo.
Tornou-se sede de concelho (atual município) pela primeira vez em 1838 (substituindo a anterior sede do concelho na vila de Monsaraz) e definitivamente em 1851. Foi elevada à categoria administrativa de vila em 1840 e à categoria de cidade em 9 de Dezembro de 2004.
Reguengos de Monsaraz é um dos quatro municípios que compõem a área suburbana de Évora, os quais são Arraiolos, Montemor-o-Novo, Reguengos de Monsaraz e Viana do Alentejo.[carece de fontes?]

## Freguesias

Freguesias do município de Reguengos de Monsaraz.

O município de Reguengos de Monsaraz está dividido em 4 freguesias:
- Campo e Campinho
- Corval
- Monsaraz
- Reguengos de Monsaraz

As localidades que compõem o município de Reguengos de Monsaraz são:
- Barrada
- Campinho
- Caridade
- Carrapatelo
- Cerros
- Cumeada
- Ferragudo
- Gafanhoeiras
- Monsaraz
- Motrinos
- Outeiro
- Perolivas
- Reguengos de Monsaraz
- Santo António do Baldio
- São Marcos do Campo
- São Pedro do Corval
- Telheiro

## Economia
O sector primário emprega 17,9% da população residente, devido, maioritariamente, à vinha, da qual resulta a elevada produção de vinhos do município.

## Transportes
A cidade situa-se a apenas 25 minutos de Évora e dispõe de autocarros da rede "Rodoviária do Alentejo", que efectuam o trajecto Reguengos-Évora e Évora-Reguengos com alguma frequência.
Reguengos de Monsaraz situa-se a 90 minutos de Lisboa, ficando a uma distância de 166 km. Dispõe de vários autocarros da "Rede Expressos" que efectuam o trajecto Évora-Lisboa de 60 em 60 minutos, assim como os comboios intercidades que efectuam o trajecto Évora-Oriente. Tais 90 minutos falados anteriormente serão reduzidos para cerca de 70 minutos de carro, devido à extensão da A6 até ao ramal de São Manços (Évora), o que virá facilitar os acessos à Grande Lisboa; ou para 25 minutos de TGV, estando prevista a construção da estação, mediante aprovação do projecto por parte das entidades estatais, junto a um dos nós da A6 entre Reguengos de Monsaraz e o troço de Montemor-o-Novo.

## Património
- Ermida de São Pedro ou Antiga Igreja Matriz de São Pedro ou Ermida da Senhora do Rosário
- Castelo de Azinhalinho
- Fortificações da Vila de Monsaraz
- Castelo de Esporão ou Torre do Esporão ou Solar da Herdade do Esporão
- Castelo Velho do Degebe

## Turismo
De todos os municípios que compõem o distrito de Évora, Reguengos de Monsaraz destaca-se pela vasta oferta em termos de turismo rural de alta qualidade[parcial?] (nomeadamente de turismo de habitação), ao longo da extensa encosta de Monsaraz sobre o Rio Guadiana e Albufeira de Alqueva. Reguengos de Monsaraz foi a Cidade Europeia do Vinho em 2015.
A cidade também fornece animação nocturna, que se figura em poucos estabelecimentos.[parcial?]

## Equipamentos
Em termos comerciais, a cidade dispõe de vários supermercados e hipermercados (Pingo Doce, Lidl), dos quais dois estão inseridos em pequenos centros comerciais (Intermarché e Continente). Em termos culturais e de lazer possui uma sala de cinema/auditório municipal, várias pastelarias e restaurantes típicos da região alentejana e ainda algum comércio tradicional, piscinas municipais, vários campos de futebol, circuito de manutenção, picadeiro municipal, papelaria, praça com esplanadas, biblioteca municipal, espaço Internet, wireless gratuito na praça principal. Em termos de educação, dispõe de quatro escolas (jardim de infância/creche, escola primária, escola básica, escola secundária), e um polo da Universidade Aberta.

## Personalidades destacadas
- António Gião (1906—1969), físico e meteorologista;
- Gabriel Raminhos (1924—2020), escritor;
- António Inverno (1944—2016), artista plástico;
- Manuel Sérgio (1948), poeta.

## Evolução da população do município
De acordo com os dados do INE o distrito de Évora registou em 2021 um decréscimo populacional na ordem dos 8.5% relativamente aos resultados do censo de 2011. No concelho de Reguengos de Monsaraz esse decréscimo rondou os 8.8%. 
| Número de habitantes ★ | Número de habitantes ★ | Número de habitantes ★ | Número de habitantes ★ | Número de habitantes ★ | Número de habitantes ★ | Número de habitantes ★ | Número de habitantes ★ | Número de habitantes ★ | Número de habitantes ★ | Número de habitantes ★ | Número de habitantes ★ | Número de habitantes ★ | Número de habitantes ★ | Número de habitantes ★ | Número de habitantes ★ |
| ---------------------- | ---------------------- | ---------------------- | ---------------------- | ---------------------- | ---------------------- | ---------------------- | ---------------------- | ---------------------- | ---------------------- | ---------------------- | ---------------------- | ---------------------- | ---------------------- | ---------------------- | ---------------------- |
| 1864                   | 1878                   | 1890                   | 1900                   | 1911                   | 1920                   | 1930                   | 1940                   | 1950                   | 1960                   | 1970                   | 1981                   | 1991                   | 2001                   | 2011                   | 2021                   |
| 7 905                  | 8 916                  | 9 763                  | 10 240                 | 11 316                 | 11 614                 | 13 330                 | 15 389                 | 15 051                 | 15 090                 | 11 727                 | 11 642                 | 11 401                 | 11 382                 | 10 828                 | 9 871                  |

★ Número de habitantes "residentes", ou seja, que tinham a residência oficial neste município à data em que os censos  se realizaram.
| Número de habitantes por Grupo Etário ★★ | Número de habitantes por Grupo Etário ★★ | Número de habitantes por Grupo Etário ★★ | Número de habitantes por Grupo Etário ★★ | Número de habitantes por Grupo Etário ★★ | Número de habitantes por Grupo Etário ★★ | Número de habitantes por Grupo Etário ★★ | Número de habitantes por Grupo Etário ★★ | Número de habitantes por Grupo Etário ★★ | Número de habitantes por Grupo Etário ★★ | Número de habitantes por Grupo Etário ★★ | Número de habitantes por Grupo Etário ★★ | Número de habitantes por Grupo Etário ★★ | Número de habitantes por Grupo Etário ★★ |
| ---------------------------------------- | ---------------------------------------- | ---------------------------------------- | ---------------------------------------- | ---------------------------------------- | ---------------------------------------- | ---------------------------------------- | ---------------------------------------- | ---------------------------------------- | ---------------------------------------- | ---------------------------------------- | ---------------------------------------- | ---------------------------------------- | ---------------------------------------- |
|                                          | 1900                                     | 1911                                     | 1920                                     | 1930                                     | 1940                                     | 1950                                     | 1960                                     | 1970                                     | 1981                                     | 1991                                     | 2001                                     | 2011                                     | 2021                                     |
| 0-14 Anos                                | 3 313                                    | 3 798                                    | 3 689                                    | 4 129                                    | 4 704                                    | 3 925                                    | 3 644                                    | 2 545                                    | 2 284                                    | 2 003                                    | 1 630                                    | 1 542                                    | 1 215                                    |
| 15-24 Anos                               | 1 845                                    | 1 761                                    | 2 047                                    | 2 453                                    | 2 682                                    | 2 709                                    | 2 413                                    | 1 440                                    | 1 726                                    | 1 523                                    | 1 431                                    | 1 109                                    | 980                                      |
| 25-64 Anos                               | 4 308                                    | 4 501                                    | 4 577                                    | 5 693                                    | 6 799                                    | 7 071                                    | 7 733                                    | 6 010                                    | 5 708                                    | 5 659                                    | 5 600                                    | 5 563                                    | 5 049                                    |
| = ou > 65 Anos                           | 543                                      | 597                                      | 719                                      | 783                                      | 941                                      | 1 100                                    | 1 300                                    | 1 480                                    | 1 924                                    | 2 216                                    | 2 721                                    | 2 614                                    | 2627                                     |

★★ De 1900 a 1950 os dados referem-se à população "de facto", ou seja, que estava presente no município à data em que os censos se realizaram. Daí que se registem algumas diferenças relativamente à designada população residente

## Política

### Eleições autárquicas[12]
| Data | %     | V     | %            | V            | %       | V       | %              | V       | %              | V  | %              | V   | %       | V       | %  | V  | Participação |                |
| Data | PS    | PS    | FEPU/APU/CDU | FEPU/APU/CDU | PPD/PSD | PPD/PSD | CDS-PP         | CDS-PP  | AD             | AD | PSN            | PSN | PSD-CDS | PSD-CDS | CH | CH | Participação |                |
| ---- | ----- | ----- | ------------ | ------------ | ------- | ------- | -------------- | ------- | -------------- | -- | -------------- | --- | ------- | ------- | -- | -- | ------------ | -------------- |
| Data | 1976  | 40,80 | 3            | 32,52        | 2       | 13,09   | -              | 9,05    | -              |    |                |     |         |         |    |    |              | 66,66 / 100,00 |
| 1979 | 47,10 | 2     | 31,52        | 2            | AD      | AD      | AD             | AD      | 18,34          | 1  | 77,49 / 100,00 |     |         |         |    |    |              |                |
| 1982 | 51,24 | 3     | 31,52        | 2            | AD      | AD      | AD             | AD      | 13,62          | -  | 75,29 / 100,00 |     |         |         |    |    |              |                |
| 1985 | 53,13 | 3     | 43,65        | 2            |         |         |                |         |                |    | 65,69 / 100,00 |     |         |         |    |    |              |                |
| 1989 | 40,42 | 2     | 35,15        | 2            | 20,71   | 1       | 65,67 / 100,00 |         |                |    |                |     |         |         |    |    |              |                |
| 1993 | 52,69 | 3     | 28,00        | 2            | 11,09   | -       | 2,08           | -       | 3,13           | -  | 61,48 / 100,00 |     |         |         |    |    |              |                |
| 1997 | 58,13 | 3     | 15,14        | 1            | 23,16   | 1       |                |         |                |    | 62,30 / 100,00 |     |         |         |    |    |              |                |
| 2001 | 48,98 | 3     | 14,33        | -            | 33,06   | 2       | 58,60 / 100,00 |         |                |    |                |     |         |         |    |    |              |                |
| 2005 | 49,65 | 3     | 14,13        | -            | 30,54   | 2       | 1,81           | -       | 61,83 / 100,00 |    |                |     |         |         |    |    |              |                |
| 2009 | 64,66 | 4     | 19,41        | 1            | CDS-PP  | CDS-PP  | PPD/PSD        | PPD/PSD | 12,90          | -  | 58,66 / 100,00 |     |         |         |    |    |              |                |
| 2013 | 68,05 | 4     | 16,28        | 1            | CDS-PP  | CDS-PP  | PPD/PSD        | PPD/PSD | 9,25           | -  | 52,48 / 100,00 |     |         |         |    |    |              |                |
| 2017 | 63,11 | 4     | 10,23        | -            | 20,10   | 1       | 2,44           | -       |                |    | 54,64 / 100,00 |     |         |         |    |    |              |                |
| 2021 | 35,21 | 2     | 6,90         | -            | 48,62   | 3       |                |         | 5,77           | -  | 58,04 / 100,00 |     |         |         |    |    |              |                |

### Eleições legislativas
| Data | %     | %     | %     | %    | %     | %        | %     | %     | %     | %     | %    | %   | %       | % | %  | %  |
| Data | PS    | PCP   | PSD   | CDS  | UDP   | APU/ CDU | AD    | FRS   | PRD   | PSN   | BE   | PAN | PSD CDS | L | CH | IL |
| ---- | ----- | ----- | ----- | ---- | ----- | -------- | ----- | ----- | ----- | ----- | ---- | --- | ------- | - | -- | -- |
| 1976 | 35,49 | 33,36 | 14,06 | 6,81 | 1,71  |          |       |       |       |       |      |     |         |   |    |    |
| 1979 | 26,70 | APU   | AD    | AD   | 1,11  | 38,16    | 27,59 |       |       |       |      |     |         |   |    |    |
| 1980 | FRS   | APU   | AD    | AD   | 0,62  | 34,78    | 28,82 | 29,12 |       |       |      |     |         |   |    |    |
| 1983 | 38,12 | APU   | 16,44 | 3,66 | 0,40  | 36,07    |       |       |       |       |      |     |         |   |    |    |
| 1985 | 22,42 | APU   | 16,50 | 3,51 | 1,07  | 34,01    | 15,77 |       |       |       |      |     |         |   |    |    |
| 1987 | 25,96 | CDU   | 29,79 | 1,96 | 0,47  | 27,98    | 7,62  |       |       |       |      |     |         |   |    |    |
| 1991 | 35,50 | CDU   | 32,04 | 2,82 |       | 18,83    | 0,91  | 1,59  |       |       |      |     |         |   |    |    |
| 1995 | 54,61 | CDU   | 19,45 | 4,07 | 0,70  | 16,53    |       |       |       |       |      |     |         |   |    |    |
| 1999 | 58,35 | CDU   | 19,12 | 3,99 |       | 12,90    | 0,15  | 1,09  |       |       |      |     |         |   |    |    |
| 2002 | 51,46 | CDU   | 28,12 | 3,70 | 11,54 |          | 1,52  |       |       |       |      |     |         |   |    |    |
| 2005 | 61,19 | CDU   | 16,80 | 2,86 | 10,88 | 3,67     |       |       |       |       |      |     |         |   |    |    |
| 2009 | 45,50 | CDU   | 19,25 | 5,26 | 13,18 | 11,10    |       |       |       |       |      |     |         |   |    |    |
| 2011 | 38,97 | CDU   | 29,35 | 6,55 | 13,03 | 4,77     | 0,63  |       |       |       |      |     |         |   |    |    |
| 2015 | 47,17 | CDU   | CDS   | PSD  | 13,28 | 7,76     | 0,75  | 23,44 | 0,37  |       |      |     |         |   |    |    |
| 2019 | 45,28 | CDU   | 17,55 | 3,08 | 10,56 | 8,97     | 2,38  |       | 0,72  | 3,20  | 0,41 |     |         |   |    |    |
| 2022 | 45,91 | CDU   | 26,04 | 0,80 | 7,60  | 3,22     | 0,91  | 0,42  | 10,61 | 1,61  |      |     |         |   |    |    |
| 2024 | 33,78 | CDU   | AD    | AD   | 5,30  | 24,51    | 3,75  | 0,69  | 1,38  | 24,69 | 1,96 |     |         |   |    |    |